# Грищенко, Сергей Николаевич
Сергей Николаевич Грищенко (4 апреля 1947, Мурманск — 28 декабря 2000) — советский горнолыжник, советский и российский тренер и спортивный функционер. Участник зимних Олимпийских игр 1972 года.

## Биография
Сергей Грищенко родился 4 апреля 1947 года в Мурманске.
В 1975 году окончил Ленинградский государственный педагогический институт имени А. И. Герцена.
Выступал за ленинградские «Трудовые резервы», тренировался под руководством В. М. Румянцева и В. И. Степанова.
Шесть раз становился чемпионом СССР по горнолыжному спорту: трижды в горном троеборье (1971—1973), дважды — в гигантском слаломе (1972—1973), один раз — в скоростном спуске (1972).
В 1969—1975 годах выступал за сборную СССР.
В 1972 году вошёл в состав сборной СССР на зимних Олимпийских играх в Саппоро. В скоростном спуске занял 46-е место, показав результат 2 минуты 3,19 секунды и уступив 11,76 секунды завоевавшему золото Бернарду Русси из Швейцарии. В слаломе занял 22-е место, показав результат 2.02.67 и уступив 13,40 секунды победителю Франсиско Фернандесу Очоа из Испании. В гигантском слаломе не смог завершить выступление.
Мастер спорта СССР международного класса (1973).
По окончании выступлений стал тренером. Работал тренером сборных СССР и России (1975—1994), ленинградских и петербургских «Трудовых резервов» (1974—1992), был тренером и заместителем директора петербургской ШВСМ (1994—1999). Среди воспитанников Грищенко — многократные чемпионы СССР Владимир Макеев и Валерий Цыганов, участник трёх зимних Олимпиад Владимир Андреев.
Заслуженный тренер России (1997).
Был председателем тренерского совета и членом совета Федерации горнолыжного спорта СССР, председателем тренерского совета Федерации горнолыжного спорта России.
Умер 28 декабря 2000 года. Похоронен на Кузьмоловском кладбище во Всеволожском районе Ленинградской области.